# Cartografia d'Europa
Per la cartografia d'Europa, la Unió Astronòmica Internacional (UAI) ha dividit convencionalment la superfície d'Europa d'acord amb un reticulat dividit en 15 quadrangles, designats de Je-01 a Je-15 (Je és l'acrònim de Júpiter i Europa).
La cartografia és el resultat del processament de les imatges detallades d'Europa obtingudes durant els sobrevols propers fets per la sonda Galileo.
Als quadrangles s'han assignat un codi de tipus Je-n, on Je significa Júpiter i Europa i n s'assigna seqüencialment al quadrangle dins del reticulat. La numeració dels quadrangles es porta a terme de nord a sud i d'est a oest. Els quadrangles circumpolars (Je-01 i Je-15) tenen de forma circular.
S'ha definit un total de cinc bandes de quadrangles: 
- La primera, que es troba a l'equador, s'estén entre els 22° S i 22° N, i es divideix en cinc quadrangles de 72° de longitud cadascun.
- La segona i la tercera part s'estenen entre els 21° N/S i 66° N/S, i es divideixen en quatre quadrangles de 90° de longitud cadascun. Per totes aquestes bandes s'adopta com un meridià convencional per a l'inici de la subdivisió del quadrangle en quin lloc de 0° E.
- Cadascuna de les altres bandes, que s'estenen a més de 65° N/S, consisteixen en un únic quadrangle circumpolar

## Detall dels quadrangles
| Nom | Codi  | Latitud       | Longitud      | Epònim | Mapa actual |
| --- | ----- | ------------- | ------------- | ------ | ----------- |
|     | Je-01 | 65° - 90° N   | 0° - 360° W   |        |             |
|     | Je-02 | 21° - 66° N   | 0° - 90° W    |        |             |
|     | Je-03 | 21° - 66° N   | 90° - 180° W  |        |             |
|     | Je-04 | 21° - 66° N   | 180° - 270° W |        |             |
|     | Je-05 | 21° - 66° N   | 270° - 360° W |        |             |
|     | Je-06 | 22° N - 22° S | 0° - 72° W    |        |             |
|     | Je-07 | 22° N - 22° S | 72° - 144° W  |        |             |
|     | Je-08 | 22° N - 22° S | 144° - 216° W |        |             |
|     | Je-09 | 22° N - 22° S | 216° - 288° W |        |             |
|     | Je-10 | 22° N - 22° S | 288° - 360° W |        |             |
|     | Je-11 | 21° - 66° S   | 0° - 90° W    |        |             |
|     | Je-12 | 21° - 66° S   | 90° - 180° W  |        |             |
|     | Je-13 | 21° - 66° S   | 180° - 270° W |        |             |
|     | Je-14 | 21° - 66° S   | 270° - 360° W |        |             |
|     | Je-15 | 65° - 90° S   | 0° - 360° W   |        |             |